# 1. BC Beuel
Der 1. Badminton Club Beuel 1955 e. V. (kurz: 1. BC Beuel) ist ein Badminton-Verein in Bonn-Beuel. Er hat über 550 Mitglieder. Training und Wettkämpfe werden in der vereinseigenen Erwin-Kranz-Halle abgehalten. Er nimmt mit elf Senioren- und drei Jugend/Schülermannschaften am Spielbetrieb des Deutschen Badminton-Verbandes (DBV) teil.
Der 1. DBC Bonn und der 1. BC Beuel stellten in den 1960er-, 1970er- und auch 1980er-Jahren zahlreiche Deutsche Meister und auch Europameister. Seit 1999 spielt die erste Mannschaft in der 1. Bundesliga.
Der 1. BC Beuel errang 1981, 1982 und 2005 den Titel des Deutschen Mannschaftsmeisters sowie mehrere weitere Meistertitel in allen Altersklassen.

## Chronik

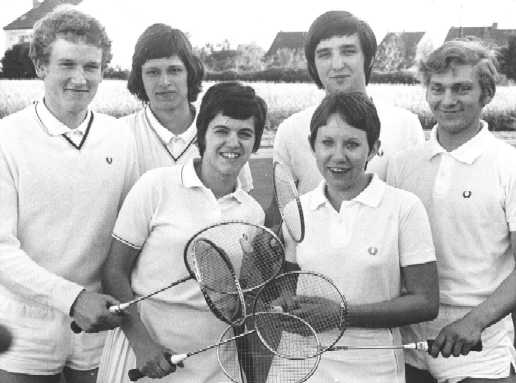
Deutscher Juniorenmeister 1971

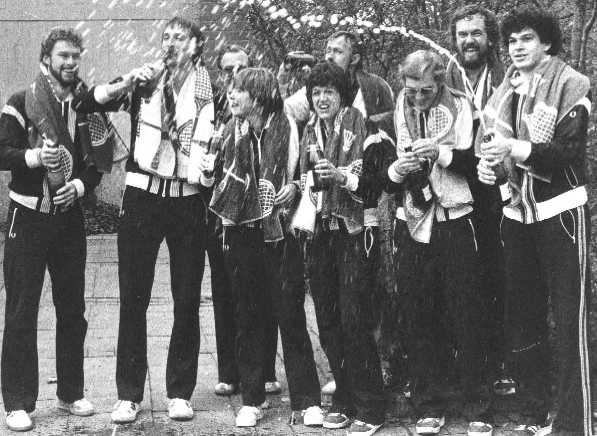
Deutscher Meister 1982

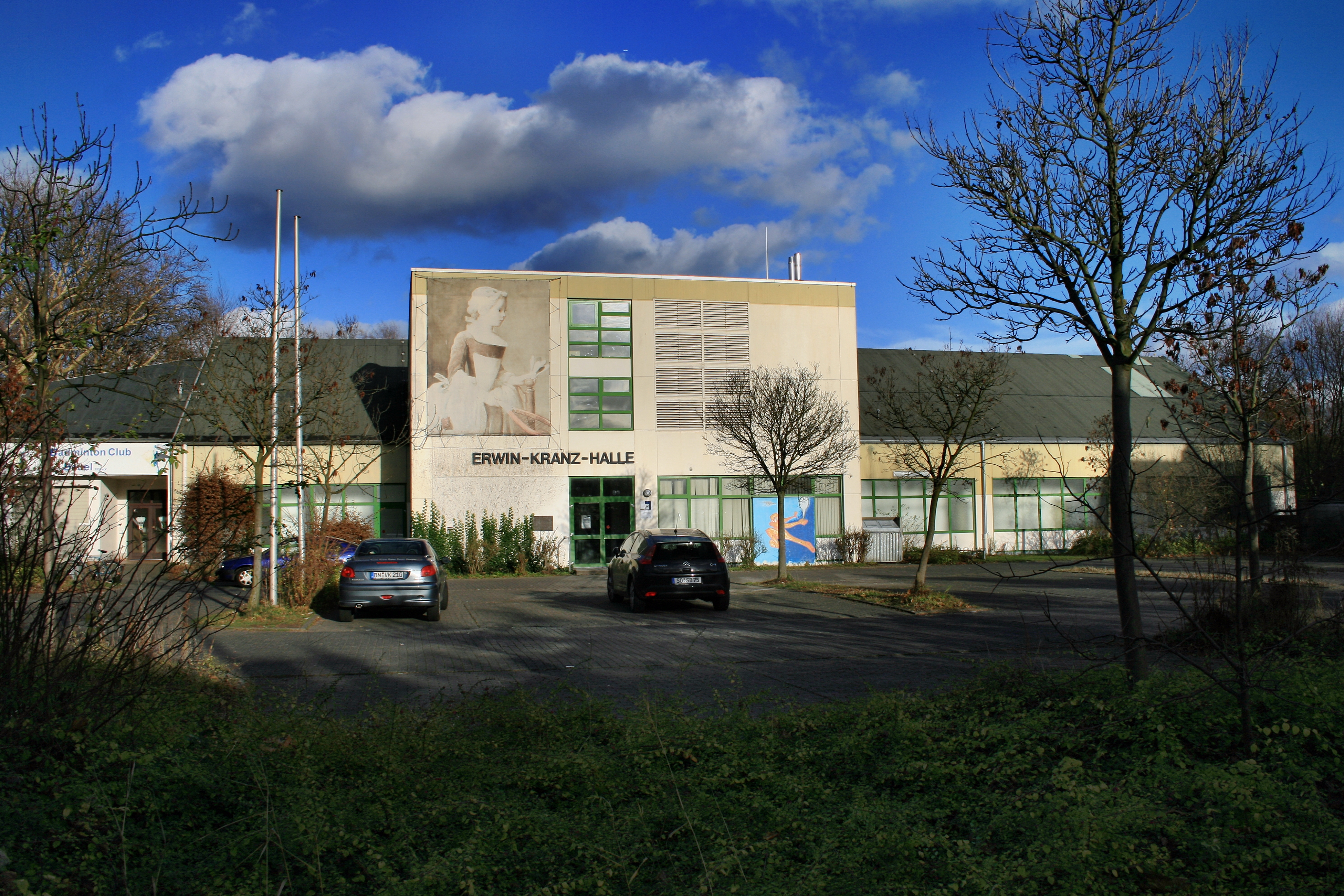
Erwin-Kranz-Halle (2009)

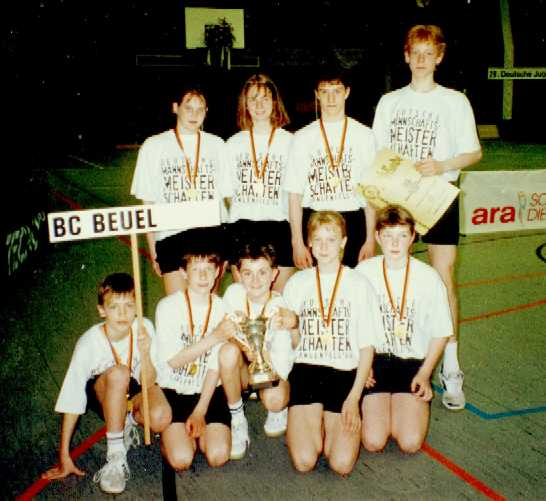
Deutscher Jugendmeister 1994

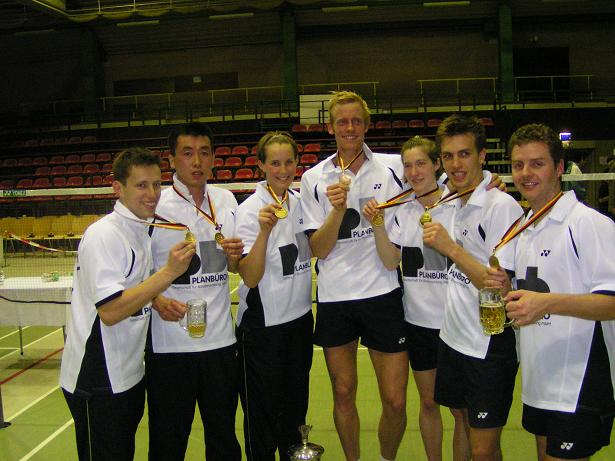
Deutscher Meister 2005

Aus der Betriebssportgemeinschaft Marquart wurde am 20. September 1955 der 1. BC Beuel, der im November als 27. Verein dem Badminton-Landesverband Nordrhein-Westfalen (BLV-NRW) beitrat. Als Trainings- und Wettkampfstätte stand die Turnhalle der Realschule mit zwei Spielfeldern zur Verfügung. Die Mitgliederzahl lag in den ersten Jahren zwischen dreißig und fünfzig Spielern. Ab 1956 nahmen erstmals zwei Mannschaften an den Meisterschaftsspielen teil. Die erste Mannschaft stieg zweimal hintereinander auf und spielte ab der Saison 1958/59 in der höchsten Spielklasse in BLV-NRW, der Oberliga West. 1957 richtete der Club zum ersten Male eine Westdeutsche Altersklassen-Meisterschaft aus, bei der Gertrud Maywald in der Hans-Riegel-Halle zwei erste (Einzel + Doppel) und einen zweiten Platz (Mixed) erzielen konnte. Seit diesem Jahr stellte der 1. BC Beuel erstmals eine Jugendmannschaft, die an den Wettkämpfen des BLV-NRW teilnahm. Danach erfolgte eine systematische Aufbauarbeit der Jugend.
Dreimal in Folge wurde die 14-jährige Marieluise Wackerow im Jahr 1962 Deutsche Juniorenmeisterin im Mädchen-Einzel. In den Jahren 1964 und 1965 stellte der 1. BC Beuel die erfolgreichste Jugend im Deutschen Badminton-Verband in den Einzelwettbewerben. Von zehn möglichen Deutschen Juniorenmeisterschaften errang er in diesen Jahren acht. Von 1963 bis 1965 konnte die Jugend dreimal die Landesmannschaftsmeisterschaft erzielen. Auf der Bundesebene wurde damals noch keine Jugendmannschaftsmeisterschaft ausgetragen. 1964 wurde die 1. Mannschaft Landesmannschaftsmeister.
1966 wurde die Jugend des Clubs Deutscher Vize-Mannschaftsmeister. In diesem Jahr wurde dieser Wettbewerb erstmals im DBV ausgetragen. Vier Jahre darauf, 1970, erstellte die Stadt die Sporthalle an der Kolpingstraße (heute Ringstraße) mit sechs Spielfeldern. Diese Sporthalle stand nun dem 1. BC Beuel zur Verfügung. Dies hatte eine Mitgliedererhöhung auf etwa 250 Spieler zur Folge. 1971 konnte die Jugend des Clubs erstmals den Titel eines Deutschen Mannschaftsmeisters nach Beuel holen.
In den Jahren 1972–1976 schaffte es die 1. Mannschaft im Rahmen der im DBV neu geschaffenen Bundesliga fünfmal hintereinander Deutscher Vize-Mannschaftsmeister zu werden. Die Deutschen Meisterschaften wurden 1974 im Sportpark Nord durchgeführt, bei der Mitglieder des 1. BC Beuel vier von fünf Meisterschaften erzielen konnten.
1981 und 1982 hieß der Deutsche Mannschaftsmeister 1. BC Beuel. In der darauf folgenden Saison zog der 1. BC Beuel seine 1. Mannschaft aus wirtschaftlichen Gründen aus der Bundesliga zurück. Nach zwei Jahren, 1984, erfolgte der erste Spatenstich zum Bau einer neuen Sporthalle in Beuel.
1986 wurde die neue Sporthalle eingeweiht, die nun den Namen Erwin-Kranz-Halle trägt und neun Spielfelder aufweist. Die Anzahl der Vereinsmitglieder wuchs in der Folge auf über 500. Die DJK Don Bosco Beuel schloss sich dem 1. BC Beuel an, nicht zuletzt, um in Beuel ein Badmintonzentrum entstehen zu lassen.
Die Westdeutsche Senioren-Meisterschaft wurde 1987 in der Erwin-Kranz-Halle abgehalten. In diesem Jahr trug der 1. BC Beuel zum ersten Mal ein Turnier um den von der Commerzbank gestifteten Goldi-Cup aus, der dem Nachwuchs vorbehalten blieb. Ab 1988 spielte die 1. Mannschaft in der 2. Bundesliga.
Im Zuge der 2000-Jahr Feier der Stadt Bonn wurde in der Erwin-Kranz-Halle 1989 ein Länderspiel gegen Russland ausgerichtet. Zwei Jahre darauf stieg die 1. Mannschaft – zum ersten Mal aus sportlichen Gründen – in die Oberliga West ab. Aber schon in der darauffolgenden Saison gelang ihr der sofortige Wiederaufstieg in die 2. Bundesliga. Im Jahr 1992 wurde ein Clubhaus eingeweiht.
1993 belegte die 1. Mannschaft in der 2. Bundesliga nur den vorletzten Platz und konnte so die Spielklasse nicht halten. Sie stieg in die neugeschaffene Regionalliga West ab. Die Schülermannschaft erzielte die Westdeutsche Vizemeisterschaft und belegte bei der Deutschen Mannschaftsmeisterschaft den dritten Platz. Dem 1. BC Beuel wurde vom BLV-NRW die Aufgabe übertragen, in der Erwin-Kranz-Halle den Landesleistungsstützpunkt zu leiten.
Am Ende der Saison 1993/94 erreichte die 1. Mannschaft nur den 2. Platz in der Regionalliga West und verpasste dadurch den Aufstieg in die neu gebildete zweigeteilte 2. Bundesliga nur knapp. Die 2. Mannschaft stieg in die Oberliga West auf. In dieser Saison bestritt der 1. BC Beuel seine Wettbewerbe mit zehn Senioren-, zwei Jugend- und zwei Schüler-Mannschaften. Im März 1994 richtete der Club die Westdeutsche Mannschaftsmeisterschaft der Schüler und Jugend in der Erwin-Kranz Halle aus und konnte dabei den 1. Platz bei den Schülern und den 2. Platz bei der Jugend erzielen. Zum Abschluss der Saison konnte die Schülermannschaft die Deutsche Mannschaftsmeisterschaft nach Beuel holen.
Aus Anlass der 40-Jahr-Feier im Jahr 1995 trug der 1. BC Beuel die Deutsche Seniorenmeisterschaft in der Erwin-Kranz-Halle aus. Anfang des Jahres 1996 übernahm der 1. BC Beuel die Verwaltung der Erwin-Kranz-Halle. Im April richtete der Verein das internationale 6 Nationen Jugendturnier U16 mit gutem Erfolg aus. Im Jahr 1997 stieg die 1. Mannschaft in die 2. Bundesliga auf. Um dafür die finanzielle Grundlage zu bekommen, wurde eine Zusammenarbeit mit dem BC Phoenix Bonn vereinbart. Die Deutschen Mannschaftsmeisterschaft Jugend und Schüler wurden 1998 in der Erwin-Kranz-Halle ausgerichtet.
Im Jahr 1999 erfolgte der Aufstieg in die 1. Bundesliga.
Fünf Jahre darauf, 2004, wurde der 1. BC Beuel Deutscher Vizemeister hinter dem FC Langenfeld. Zum 50-jährigen Vereinsjubiläum 2005 gewann der 1. BC Beuel die Deutschen Mannschaftsmeisterschaft. Im Europapokal belegte das Team anschließend den zweiten Platz hinter dem dänischen Meister Kastrup Magleby. Petra Overzier gewann 2006 im Dameneinzel die Bronzemedaille bei den Weltmeisterschaften in Madrid, anschließend wurde sie zur NRW Sportlerin des Jahres gewählt.
Der 1. BC Beuel wurde in den Spielzeiten 2007/08, 2009/10 und 2010/11 jeweils deutscher Vizemannschaftsmeister. Die beiden ersten Male unterlag man gegen den 1. BC Bischmisheim im Play-off-Finale, während man im Jahr 2011 dem SG Empor Brandenburger Tor 1952 unterlag.

## Deutsche Meistertitel
| Jahr | Herreneinzel    | Dameneinzel         | Herrendoppel                                         | Damendoppel                            | Mixed                                   | Mannschaft  |
| ---- | --------------- | ------------------- | ---------------------------------------------------- | -------------------------------------- | --------------------------------------- | ----------- |
| 1967 |                 | Marieluise Wackerow |                                                      | Marieluise Wackerow / Lore Hawig       |                                         |             |
| 1969 |                 | Marieluise Wackerow |                                                      | Marieluise Wackerow / Gudrun Ziebold   | Roland Maywald / Karin Dittberner       |             |
| 1970 |                 | Marieluise Wackerow |                                                      | Marieluise Wackerow / Gudrun Ziebold   |                                         |             |
| 1971 |                 |                     |                                                      |                                        |                                         | Jugend      |
| 1972 |                 |                     |                                                      | Marieluise Wackerow / Karin Dittberner | Wolfgang Bochow / Marieluise Wackerow   |             |
| 1973 |                 |                     |                                                      | Marieluise Wackerow / Brigitte Steden  |                                         |             |
| 1974 | Roland Maywald  |                     | Roland Maywald / Willi Braun                         | Marieluise Wackerow / Brigitte Steden  | Wolfgang Bochow / Marieluise Wackerow   |             |
| 1975 |                 |                     | Roland Maywald / Willi Braun                         | Marieluise Zizmann / Brigitte Steden   | Roland Maywald / Brigitte Steden        |             |
| 1976 |                 | Marieluise Zizmann  | Roland Maywald / Willi Braun                         | Eva-Maria Kranz / Marieluise Zizmann   | Wolfgang Bochow / Marieluise Zizmann    |             |
| 1977 |                 |                     | Roland Maywald / Willi Braun                         | Eva-Maria Kranz / Brigitte Steden      | Roland Maywald / Brigitte Steden        |             |
| 1978 |                 | Eva-Maria Zwiebler  | Roland Maywald / Karl-Heinz Zwiebler                 |                                        | Roland Maywald / Marieluise Zizmann     |             |
| 1979 |                 | Eva-Maria Zwiebler  |                                                      | Eva-Maria Zwiebler / Vera Martini      |                                         |             |
| 1980 |                 |                     | Roland Maywald / Karl-Heinz Zwiebler                 |                                        | Roland Maywald / Marieluise Zizmann     |             |
| 1981 |                 |                     | Roland Maywald / Karl-Heinz Zwiebler                 |                                        |                                         | 1. BC Beuel |
| 1982 |                 |                     |                                                      |                                        |                                         | 1. BC Beuel |
| 1984 |                 |                     | Roland Maywald / Karl-Heinz Zwiebler                 |                                        |                                         |             |
|      |                 |                     |                                                      |                                        |                                         |             |
| 1994 |                 |                     |                                                      |                                        |                                         | Schüler     |
| 2005 | Marc Zwiebler   |                     |                                                      |                                        |                                         | 1. BC Beuel |
| 2006 |                 |                     | Ingo Kindervater / Kristof Hopp                      |                                        | Ingo Kindervater / Kathrin Piotrowski   |             |
| 2008 | Marc Zwiebler   |                     |                                                      | Birgit Overzier / Carina Mette         | Ingo Kindervater / Kathrin Piotrowski   |             |
| 2009 | Marc Zwiebler   |                     |                                                      | Birgit Overzier / Sandra Marinello     |                                         |             |
| 2010 | Marc Zwiebler   |                     |                                                      | Birgit Overzier / Sandra Marinello     | Birgit Overzier / Ingo Kindervater      |             |
| 2011 | Marc Zwiebler   |                     | Ingo Kindervater / Johannes Schöttler                | Birgit Michels / Sandra Marinello      | Birgit Michels / Michael Fuchs          |             |
| 2012 | Marc Zwiebler   |                     | Ingo Kindervater / Johannes Schöttler                | Birgit Michels / Sandra Marinello      | Birgit Michels / Michael Fuchs          |             |
| 2013 | Marc Zwiebler   |                     | Ingo Kindervater / Johannes Schöttler                | Birgit Michels / Johanna Goliszewski   | Birgit Michels / Michael Fuchs          |             |
| 2014 |                 |                     |                                                      | Birgit Michels / Johanna Goliszewski   | Birgit Michels / Michael Fuchs          | Jugend      |
| 2015 |                 |                     |                                                      |                                        | Birgit Michels / Michael Fuchs          | Jugend      |
| 2016 |                 |                     | Raphael Beck / Peter Käsbauer (1. BC Bischmisheim)   |                                        |                                         |             |
| 2017 |                 | Luise Heim          | Raphael Beck / Peter Käsbauer (1. BC Bischmisheim)   |                                        | Raphael Beck / Carla Nelte (TV Refrath) | Jugend      |
| 2018 | Max Weißkirchen | Luise Heim          |                                                      |                                        |                                         | Jugend      |
| 2019 | Max Weißkirchen |                     | Marvin Seidel (1. BC Bischmisheim) / Max Weißkirchen |                                        |                                         | Jugend      |
| 2020 | Max Weißkirchen |                     |                                                      |                                        |                                         |             |

## Internationale Erfolge

### Weltmeisterschaften
Bei den Badminton-Weltmeisterschaften gab es folgende Erfolge:
| Jahr  | Disziplin    | Platz    | Spieler                               |
| ----- | ------------ | -------- | ------------------------------------- |
| 1968* | Damendoppel  | 3. Platz | Marieluise Wackerow / Irmgard Latz    |
| 1971* | Herrendoppel | 3. Platz | Roland Maywald / Willi Braun          |
| 1972* | Mixed        | 3. Platz | Wolfgang Bochow / Marieluise Wackerow |
|       | Damendoppel  | 3. Platz | Marieluise Wackerow / Irmgard Latz    |
| 1975* | Mixed        | 2. Platz | Roland Maywald / Brigitte Steden      |
|       | Herrendoppel | 3. Platz | Roland Maywald / Willi Braun          |
| 1976* | Herrendoppel | 3. Platz | Roland Maywald / Willi Braun          |
| 2006  | Dameneinzel  | 3. Platz | Petra Overzier                        |

(*) Offizielle Weltmeisterschaften werden erst seit 1977 ausgetragen. Bis dahin galten die All England Championships als inoffizielle Weltmeisterschaft.

### Europameisterschaften
Bei den Badminton-Europameisterschaften gab es folgende Erfolge:
| Jahr | Disziplin    | Platz    | Spieler                               |
| ---- | ------------ | -------- | ------------------------------------- |
| 1968 | Dameneinzel  | 2. Platz | Marieluise Wackerow                   |
| 1970 | Damendoppel  | 2. Platz | Marieluise Wackerow / Irmgard Latz    |
|      | Herrendoppel | 3. Platz | Roland Maywald / Siegfried Betz       |
| 1972 | Herrendoppel | 1. Platz | Roland Maywald / Willi Braun          |
|      | Mixed        | 2. Platz | Wolfgang Bochow / Marieluise Wackerow |
|      |              | 3. Platz | Roland Maywald / Brigitte Steden      |
| 1974 | Herrendoppel | 1. Platz | Roland Maywald / Willi Braun          |
| 1976 | Herrendoppel | 3. Platz | Roland Maywald / Willi Braun          |
| 2008 | Herrendoppel | 3. Platz | Ingo Kindervater / Kristof Hopp       |
| 2010 | Herreneinzel | 3. Platz | Marc Zwiebler                         |
|      | Herrendoppel | 3. Platz | Ingo Kindervater / Michael Fuchs      |
| 2012 | Herreneinzel | 1. Platz | Marc Zwiebler                         |
|      | Damendoppel  | 3. Platz | Birgit Overzier / Sandra Marinello    |